# Biserica „Adormirea Maicii Domnului” din Nimereuca
Biserica „Adormirea Maicii Domnului” este o biserică amplasată în Nimereuca, raionul Soroca, Republica Moldova. Este un monument arhitectural de importanță națională inclus în Registrul monumentelor Republicii Moldova ocrotite de stat cu nr. 263 (raionul Camenca). Datează de la sf. sec. XVIII – înc. sec. XIX.